# Piptatherum miliaceum subsp. miliaceum
Piptatherum miliaceum subsp. miliaceum é uma subespécie de planta com flor pertencente à família Poaceae.

Os seus nomes comuns são milho-miúdo ou talha-dente.

## Portugal
Trata-se de uma subespécie presente no território português, nomeadamente em Portugal Continental, no Arquipélago dos Açores e no Arquipélago da Madeira.
Em termos de naturalidade é nativa de Portugal Continental e do Arquipélago dos Madeira e introduzida no Arquipélago dos Açores.

## Protecção
Não se encontra protegida por legislação portuguesa ou da Comunidade Europeia.